# Сельвачево
Сельваче́во — деревня в Раменском муниципальном районе Московской области. Входит в состав сельского поселения Константиновское. Население — 41 чел. (2010).

## Название
В 1627 году упоминалась как село Селивачево, с 1862 года — Сельвачево. Название, вероятно, связано с Сильвач, производной формой календарного имени Сильван (Селиван).

## География
Деревня Сельвачево расположена в крайней западной части Раменского района, примерно в 21 км к юго-западу от города Раменское и в непосредственной близости от аэропорта Домодедово. Высота над уровнем моря 156 м. Через деревню протекает река Жданка. Ближайший населённый пункт — деревня Шувайлово.

## История
В 1926 году деревня являлась центром Сельвачевского сельсовета Рождественской волости Бронницкого уезда Московской губернии.
С 1929 года — населённый пункт в составе Бронницкого района Коломенского округа Московской области. 3 июня 1959 года Бронницкий район был упразднён, деревня передана в Люберецкий район. С 1960 года в составе Раменского района.
До муниципальной реформы 2006 года деревня входила в состав Константиновского сельского округа Раменского района.

## Население
| 1926 | 2002 | 2010 |
| ---- | ---- | ---- |
| 504  | ↘28  | ↗41  |

В 1926 году в деревне проживало 504 человека (210 мужчин, 294 женщины), насчитывалось 105 хозяйств, из которых 102 было крестьянских. По переписи 2002 года — 28 человек (13 мужчин, 15 женщин).